# Chile az 1992. évi téli olimpiai játékokon
Chile a franciaországi Albertville-ben megrendezett 1992. évi téli olimpiai játékok egyik részt vevő nemzete volt. Az országot az olimpián 1 sportágban 5 sportoló képviselte, akik érmet nem szereztek.

## Alpesisí
Férfi
| Versenyző        | Versenyszám            | 1. futam | 1. futam | 2. futam | 2. futam | Összesítés    | Összesítés    |
| Versenyző        | Versenyszám            | Idő      | Hely.    | Idő      | Hely.    | Idő           | Helyezés      |
| ---------------- | ---------------------- | -------- | -------- | -------- | -------- | ------------- | ------------- |
| Nils Linneberg   | Lesiklás               |          |          |          |          | nem ért célba | nem ért célba |
| Diego Margozzini | Óriás-műlesiklás       | 1:17,43  | 69.      | 1:15,89  | 55.      | 2:33,32       | 55.           |
| Paulo Oppliger   | Lesiklás               |          |          |          |          | 1:56,30       | 35.           |
| Paulo Oppliger   | Szuperóriás-műlesiklás |          |          |          |          | 1:16,81       | 32.           |
| Alexis Racloz    | Lesiklás               |          |          |          |          | 2:05,61       | 40.           |
| Alexis Racloz    | Óriás-műlesiklás       | 1:16,50  | 64.      | 1:12,77  | 48.      | 2:29,27       | 49.           |
| Alexis Racloz    | Szuperóriás-műlesiklás |          |          |          |          | 1:23,26       | 64.           |
| Mauricio Rotella | Óriás-műlesiklás       | 1:15,92  | 61.      | 1:14,52  | 52.      | 2:30,44       | 51.           |
| Mauricio Rotella | Szuperóriás-műlesiklás |          |          |          |          | 1:22,30       | 59.           |

| Versenyző        | Versenyszám | Lesiklás | Lesiklás | Lesiklás | Műlesiklás    | Műlesiklás    | Műlesiklás | Műlesiklás | Műlesiklás | Műlesiklás | Műlesiklás | Összesítés | Összesítés |
| Versenyző        | Versenyszám | Lesiklás | Lesiklás | Lesiklás | 1. futam      | 1. futam      | 2. futam   | 2. futam   | Össz.      | Össz.      | Össz.      | Összesítés | Összesítés |
| Versenyző        | Versenyszám | Idő      | Pont     | Hely.    | Idő           | Hely.         | Idő        | Hely.      | Idő        | Pont       | Hely.      | Pont       | Helyezés   |
| ---------------- | ----------- | -------- | -------- | -------- | ------------- | ------------- | ---------- | ---------- | ---------- | ---------- | ---------- | ---------- | ---------- |
| Paulo Oppliger   | Összetett   | 1:47,74  | 28,24    | 24.      | kizárták      | kizárták      | kiesett    | kiesett    | kiesett    | kiesett    | kiesett    | kiesett    | kiesett    |
| Alexis Racloz    | Összetett   | 1:54,02  | 92,25    | 43.      | 1:03,49       | 37.           | 1:02,91    | 35.        | 2:06,40    | 143,06     | 34.        | 235,31     | 34.        |
| Mauricio Rotella | Összetett   | 1:54,88  | 101,02,  | 45.      | nem ért célba | nem ért célba | kiesett    | kiesett    | kiesett    | kiesett    | kiesett    | kiesett    | kiesett    |